# Doerun
Doerun – miasto w Stanach Zjednoczonych, w stanie Georgia, w hrabstwie Colquitt.